# Ascobolus americanus
Ascobolus americanus är en svampart som först beskrevs av Cooke & Ellis, och fick sitt nu gällande namn av Seaver 1928. Ascobolus americanus ingår i släktet Ascobolus och familjen Ascobolaceae.   Inga underarter finns listade i Catalogue of Life.